# Gris blanc
Gris blanc est un téléfilm français réalisé par Karim Dridi et diffusé le 16 décembre 2005.

## Synopsis
Un homme, Lak, se blesse à la jambe en entamant une randonnée dans la neige. Il est secouru par François, un jeune ermite possédant des pouvoirs de guérison. Ils se lient d'amitié mais Lak convoite les terres de son sauveur...

## Fiche technique
- Réalisation : Karim Dridi
- Scénario : Karim Dridi, Michel Vaujour
- Durée : 95 minutes
- Pays :  France

## Distribution
- Clovis Cornillac : François Blanc
- Simon Abkarian : Lak
- Serge Riaboukine : Roger
- Myriam Boyer : Christine
- Agathe Dronne : Marie
- Raymond Gil : Octavio
- Igor Skreblin : Luis
- Omar Bekhaled : Papou
- Pablo Cochu : Diego
- François Gorce : Philippe
- Chantal Humbert : Sandrine
- Salomé Preiss : Thérèse